# (5862) Sakanoue
(5862) Sakanoue es un asteroide perteneciente al cinturón de asteroides, región del sistema solar que se encuentra entre las órbitas de Marte y Júpiter, más concretamente a la familia de Herta, descubierto el 13 de enero de 1983 por Tsutomu Seki desde el Observatorio de Geisei, Geisei, Japón.

## Designación y nombre
Designado provisionalmente como 1983 AB. Fue nombrado Sakanoue en homenaje a Tsutomu Sakanoue, profesor emérito de la Universidad de Kyushu cuyas especialidades incluyen meteorología agrícola, contramedidas contra desastres meteorológicos, meteorología médica y lluvia. Astrónomo aficionado con intereses particulares en la observación atmosférica, el flash verde y las bandas de sombra, contribuyó a la popularización de la astronomía como asesor en varios museos de ciencias. También ejerció como vicepresidente y presidente de la Asociación Astronómica Oriental.

## Características orbitales
Sakanoue está situado a una distancia media del Sol de 2,386 ua, pudiendo alejarse hasta 2,743 ua y acercarse hasta 2,029 ua. Su excentricidad es 0,149 y la inclinación orbital 3,394 grados. Emplea 1346,57 días en completar una órbita alrededor del Sol.

## Características físicas
La magnitud absoluta de Sakanoue es 14. Tiene 4,018 km de diámetro y su albedo se estima en 0,301. 